# Chandlerville
Chandlerville är en by i Cass County i den amerikanska delstaten Illinois med en folkmängd som uppgår till 704 invånare (2000). Den har enligt United States Census Bureau en area på 2 km².